# Federico Peluso
Federico Peluso (Rim, 20. siječnja 1984.) bivši je talijanski nogometaš.

## Klupska karijera
Peluso je svoju karijeru započeo u manjem rimskom klubu, ASD Petriani. Kasnije se preselio u Lazio, no tamo se nije dugo zadržao.
2001. godine prelazi u Pro Vercelli gdje je igrao tri pune sezone, da bi u ljeto 2004. prešao u Ternanu. Nakon dvije godine u Ternani kupuje ga AlbinoLeffe.
U svojoj drugoj sezoni u AlbinoLeffeu posvađao se s vlasnicima kluba te je maknut iz momčadi. U siječnju 2009. Peluso odlazi u Atalantu u zamijenu za Karamoko Cissea.
8. ožujka 2009. debitirao je u Serie A i to protiv A.C. Milana. 25. listopada iste godine postiže svoj prvi pogodak protiv Parme.

### Juventus
Početkom 2013. godine Peluso odlazi na šestomjesečnu posdbu u Juventus gdje se priključuje svojem bivšem treneru Antoniu Conteu koji ga je trenirao nekoliko sezona ranije u Atalanti.

## Reprezentativna karijera
Peluso po prvi puta dobiva poziv za talijansku nogometnu reprezentaciju 10. kolovoza 2012. nakon vrlo dobrih igara u dresu Atalante zajedno s još nekoliko svojih suigrača iz kluba. Pet dana kasnije debitira za Italiju u prijateljskoj utakmici protiv Engleske, a svoj prvi reprezentativni pogodak postiže mjesec dana kasnije protiv Malte.